# Аягуз (річка)
Аягу́з (каз. Аягөз) — річка в Східноказахстанській і Алматинській областях Казахстану. Довжина 492 км, площа басейну 15,7 тисяч км². Утворюється злиттям Великого і Малого Аягуза, що стікають з північного схилу хребта Тарбагатай, тече по напівпустельній місцевості, в паводок впадає в озеро Балхаш. Влітку в низинах пересихає, вода стає солоною.
Середні витрати біля міста Аягуз 8,94 м³/с. Використовується для зрошення.